# Транслација (геометрија)
Транслација је у геометрији изометријска трансформација при којој се позиција сваке тачке неког геометријског објекта помера за дат вектор.

## Матрична репрезентација
Да би се геометријски објекат транслирао за вектор v, свака његова координата треба да буде помножена са оваквом матрицом:
{\displaystyle T_{\mathbf {v} }={\begin{bmatrix}1&0&0&v_{x}\\0&1&0&v_{y}\\0&0&1&v_{z}\\0&0&0&1\end{bmatrix}}.\!}
Следи пример који илуструје ову операцију и њен резултат:
{\displaystyle T_{\mathbf {v} }\mathbf {p} ={\begin{bmatrix}1&0&0&v_{x}\\0&1&0&v_{y}\\0&0&1&v_{z}\\0&0&0&1\end{bmatrix}}{\begin{bmatrix}p_{x}\\p_{y}\\p_{z}\\1\end{bmatrix}}={\begin{bmatrix}p_{x}+v_{x}\\p_{y}+v_{y}\\p_{z}+v_{z}\\1\end{bmatrix}}=\mathbf {p} +\mathbf {v} .\!}